# Bobo-Dioulasso Sport
Bobo-Dioulasso Sport – burkiński klub piłkarski, grający w drugiej, a niegdyś w pierwszej lidze burkińskiej. Swoją siedzibę ma w mieście Bobo-Dioulasso. Klub został założony w 1947.

## Stadion
Domowe mecze klub rozgrywa na stadionie o nazwie Stade Wobi w Bobo-Dioulasso, który może pomieścić 10000 widzów.